# Rhynchostegium submenadense
Rhynchostegium submenadense är en bladmossart som beskrevs av Thériot och Potier de la Varde 1917. Rhynchostegium submenadense ingår i släktet näbbmossor, och familjen Brachytheciaceae. Inga underarter finns listade i Catalogue of Life.